# Championship League 2021-2022
La Championship League 2021 è stato il nono evento professionistico della stagione 2021-2022 di snooker, il secondo non valido per il Ranking, e la 18ª edizione di questo torneo, che si è disputato dal 20 dicembre 2021 al 4 febbraio 2022, presso la Morningside Arena di Leicester, in Inghilterra.
Il torneo è stato vinto da John Higgins, il quale ha battuto in finale Stuart Bingham per 3-2. Lo scozzese si è aggiudicato così la sua terza Championship League, la prima dal 2018 (eguagliando Judd Trump in testa alla classifica dei titolati), e il suo 20º titolo Non-Ranking, in carriera.
Higgins ha disputato la sua terza finale in questo torneo, dopo i trionfi del 2017 contro Ryan Day e del 2018 contro Zhou Yuelong, e la sua quinta in stagione, dopo le sconfitte al Northern Ireland Open contro Mark Allen, all'English Open contro Neil Robertson, al Champion of Champions contro Judd Trump e allo Scottish Open contro Luca Brecel.
Bingham ha disputato la sua seconda finale in questo torneo, dopo il trionfo del 2015 contro Mark Davis, e la sua prima finale in un torneo professionistico dal Masters 2020, vinto contro Ali Carter.
Higgins e Bingham si erano già sfidati nel Gruppo vincitori prima della finale, in cui a trionfare era stato l'inglese per 3-2. L'ultimo successo dello scozzese risaliva, invece, al Gruppo 2 dell'edizione di gennaio-aprile 2021 della Championship League. Si tratta della seconda finale giocata fra i due, dopo il successo di Higgins al China Championship 2016.
Il campione in carica era David Gilbert, il quale è stato eliminato nel Gruppo 5.
Durante il corso del torneo sono stati realizzati 127 century breaks, cinquantatré in più della precedente edizione. Il miglior break è stato un 143, realizzato da Zhao Xintong, durante il Gruppo vincitori.

## Montepremi
Gruppi 1–7
- Vincitore: £3000
- Finalista: £2000
- Semifinalisti: £1000
- Frame vinto (Girone): £100
- Frame vinto (Play-off): £300
- Miglior break: £500

## Panoramica

### Sviluppi futuri
Il 21 dicembre 2021 viene sorteggiato il tabellone del primo turno dello Shoot-Out, torneo che si disputerà dal 20 al 23 gennaio 2022, presso la Morningside Arena di Leicester.
Il 23 dicembre 2021 il World Snooker Tour comunica che lo European Masters si disputerà alla Marshall Arena di Milton Keynes, in Inghilterra, dal 21 al 27 febbraio 2022, a causa delle restrizione dovute alla pandemia di COVID-19; il torneo si sarebbe dovuto svolgere presso lo Stadthalle Fürth di Fürth, in Germania, dal 22 al 27 febbraio 2022.
Il 1º febbraio 2022 viene ufficializzato che il Brentwood Centre di Brentwood, in Inghilterra, ospiterà l'English Open nella stagione 2022-2023, dal 12 al 18 dicembre 2022.
Il 2 febbraio 2022 viene comunicato il tabellone delle qualificazioni per il Welsh Open, da disputarsi dal 15 al 20 febbraio 2022 all'Aldersley Arena di Wolverhampton, in Inghilterra.

### Aspetti tecnici
Il torneo si svolge per la seconda edizione consecutiva e la terza in totale presso la Morninsgide Arena di Leicester, in Inghilterra, sede che ha già ospitato in stagione il primo evento della Championship League e il British Open.
Come già accaduto nell'edizione 2019-2020, l'evento si articola su due anni solari; tuttavia, è la prima volta che il torneo si svolge anche nel mese di dicembre.
Per la terza stagione consecutiva, si svolge un secondo evento di questo torneo.

### Aspetti sportivi
Viene riproposta la formula usata per l'ultima volta in occasione dell'edizione di gennaio-aprile 2021, che prevede sette gruppi formati da sette giocatori per ognuno, dai quali i primi quattro classificati accedono ad uno spareggio semifinali-finale: il vincitore della finale accede al Gruppo vincitori, mentre gli altri tre giocatori scalano nel gruppo successivo (fatta eccezione per il Gruppo 7); il quinto classificato scala nel gruppo successivo (fatta eccezione per il Gruppo 7); il sesto e il settimo classificato vengono eliminati dal torneo. I primi quattro classificati del Gruppo vincitori accedono ad uno spareggio semifinali-finale, che decreta il vincitore del torneo.
Le posizioni del gruppo sono determinate, nell'ordine, dagli incontri vinti, dalla differenza tra i frame vinti e persi, e dai testa a testa tra i giocatori in parità.
Ogni incontro del torneo è al meglio dei 5 frame.
Il 16 dicembre 2021 sono stati annunciati i 25 partecipanti al torneo.
I sette gruppi si disputano in quattro blocchi diversi: 20-23 dicembre 2021, 3-8 gennaio 2022, 17-18 gennaio 2022, 1°-2 febbraio 2022; Il Gruppo vincitori si disputa invece il 3 e il 4 febbraio 2022.
La cifra del montepremi (£205000) era già stata avuta dal 2011 al 2014.
L'evento non è valevole per la classifica mondiale, a differenza di quanto accaduto nelle edizioni di settembre-ottobre 2020 e luglio-agosto 2021, nelle quali la competizione ha assegnato punti validi per il ranking.
L'azienda di scommesse sportive BetVictor sponsorizza la Championship League per la quarta edizione consecutiva e la quinta in totale.
Il vincitore del torneo ha il diritto di partecipare al Champion of Champions 2022.

## Copertura
Le seguenti emittenti e piattaforme streaming hanno trasmesso la Championship League 2021-2022.
| Copertura      | Paese/Continente |
| -------------- | --- |
| Foxtel         | Australia |
| FreeSports     | Regno Unito, Irlanda                                                                                                 |
| Nova           | Rep. Ceca, Slovacchia                                                                                                |
| NTV            | Armenia, Azerbaigian, Bielorussia, Georgia, Kazakistan, Kirghizistan, Moldavia, Tagikistan, Turkmenistan, Uzbekistan |
| Sky Network    | Nuova Zelanda |
| SuperSport     | Africa |
| SportKlub      | Croazia, Serbia, Montenegro, Slovenia, Bosnia ed Erzegovina, Kosovo, Macedonia del Nord                              |
| TVP            | Polonia |
| Viaplay        | Estonia, Lettonia, Lituania, Islanda, Scandinavia                                                                    |
| Zhibo.TV       | Cina |
| Matchroom.Live | Resto del mondo |

## Gruppi 1–7

### Gruppo 1
Date di gioco: 20-21 dicembre 2021.
| N° | Giocatore     | M | V | P | FV | FP | DF  |
| -- | ------------- | - | - | - | -- | -- | --- |
| 1  | Graeme Dott   | 6 | 6 | 0 | 18 | 8  | +10 |
| 2  | Liang Wenbó   | 6 | 3 | 3 | 15 | 13 | +2  |
| 3  | Ryan Day      | 6 | 3 | 3 | 13 | 14 | -1  |
| 4  | Jack Lisowski | 6 | 3 | 3 | 11 | 13 | -2  |
| 5  | Gary Wilson   | 6 | 2 | 4 | 12 | 14 | -2  |
| 6  | Tom Ford      | 6 | 2 | 4 | 11 | 14 | -3  |
| 7  | Zhou Yuelong  | 6 | 2 | 4 | 11 | 15 | -4  |

Incontri
| Giocatore 1   | Risultato | Giocatore 2  |
| ------------- | --------- | ------------ |
| Jack Lisowski | 3 - 1     | Zhou Yuelong |
| Graeme Dott   | 3 - 1     | Tom Ford     |
| Jack Lisowski | 0 - 3     | Gary Wilson  |
| Ryan Day      | 1 - 3     | Liang Wenbó  |
| Zhou Yuelong  | 1 - 3     | Graeme Dott  |
| Gary Wilson   | 2 - 3     | Liang Wenbó  |
| Jack Lisowski | 1 - 3     | Graeme Dott  |
| Tom Ford      | 2 - 3     | Ryan Day     |
| Graeme Dott   | 3 - 1     | Gary Wilson  |
| Zhou Yuelong  | 3 - 1     | Tom Ford     |
| Gary Wilson   | 2 - 3     | Ryan Day     |
| Jack Lisowski | 3 - 2     | Liang Wenbó  |
| Tom Ford      | 1 - 3     | Liang Wenbó  |
| Zhou Yuelong  | 1 - 3     | Ryan Day     |
| Tom Ford      | 3 - 1     | Gary Wilson  |
| Graeme Dott   | 3 - 2     | Ryan Day     |
| Zhou Yuelong  | 2 - 3     | Gary Wilson  |
| Graeme Dott   | 3 - 2     | Liang Wenbó  |
| Jack Lisowski | 3 - 1     | Ryan Day     |
| Zhou Yuelong  | 3 - 2     | Liang Wenbó  |
| Jack Lisowski | 1 - 3     | Tom Ford     |

Semifinali
| Giocatore 1 | Risultato | Giocatore 2   |
| ----------- | --------- | ------------- |
| Graeme Dott | 1 - 3     | Jack Lisowski |
| Liang Wenbó | 3 - 2     | Ryan Day      |

Finale
| Giocatore 1   | Risultato | Giocatore 2 |
| ------------- | --------- | ----------- |
| Jack Lisowski | 1 - 3     | Liang Wenbó |

### Gruppo 2
Date di gioco: 22-23 dicembre 2021.
| N° | Giocatore     | M | V | P | FV | FP | DF |
| -- | ------------- | - | - | - | -- | -- | -- |
| 1  | Ryan Day      | 6 | 4 | 2 | 16 | 9  | +7 |
| 2  | Lu Ning       | 6 | 4 | 2 | 15 | 10 | +5 |
| 3  | Joe Perry     | 6 | 4 | 2 | 12 | 13 | -1 |
| 4  | Graeme Dott   | 6 | 3 | 3 | 14 | 12 | +2 |
| 5  | Xiao Guodong  | 6 | 3 | 3 | 13 | 15 | -2 |
| 6  | Jack Lisowski | 6 | 2 | 4 | 13 | 15 | -2 |
| 7  | Gary Wilson   | 6 | 1 | 5 | 8  | 17 | -9 |

Incontri
| Giocatore 1  | Risultato | Giocatore 2   |
| ------------ | --------- | ------------- |
| Xiao Guodong | 1 - 3     | Lu Ning       |
| Joe Perry    | 3 - 2     | Gary Wilson   |
| Xiao Guodong | 3 - 2     | Graeme Dott   |
| Ryan Day     | 2 - 3     | Jack Lisowski |
| Lu Ning      | 3 - 0     | Joe Perry     |
| Graeme Dott  | 3 - 2     | Jack Lisowski |
| Xiao Guodong | 2 - 3     | Joe Perry     |
| Gary Wilson  | 0 - 3     | Ryan Day      |
| Joe Perry    | 3 - 1     | Graeme Dott   |
| Lu Ning      | 2 - 3     | Gary Wilson   |
| Graeme Dott  | 2 - 3     | Ryan Day      |
| Xiao Guodong | 3 - 2     | Jack Lisowski |
| Gary Wilson  | 1 - 3     | Jack Lisowski |
| Lu Ning      | 3 - 2     | Ryan Day      |
| Gary Wilson  | 0 - 3     | Graeme Dott   |
| Joe Perry    | 0 - 3     | Ryan Day      |
| Lu Ning      | 1 - 3     | Graeme Dott   |
| Joe Perry    | 3 - 2     | Jack Lisowski |
| Xiao Guodong | 1 - 3     | Ryan Day      |
| Lu Ning      | 3 - 1     | Jack Lisowski |
| Xiao Guodong | 3 - 2     | Gary Wilson   |

Semifinali
| Giocatore 1 | Risultato | Giocatore 2 |
| ----------- | --------- | ----------- |
| Ryan Day    | 2 - 3     | Graeme Dott |
| Lu Ning     | 3 - 2     | Joe Perry   |

Finale
| Giocatore 1 | Risultato | Giocatore 2 |
| ----------- | --------- | ----------- |
| Graeme Dott | 3 - 1     | Lu Ning     |

### Gruppo 3
Date di gioco: 3-4 gennaio 2022.
| N° | Giocatore      | M | V | P | FV | FP | DF  |
| -- | -------------- | - | - | - | -- | -- | --- |
| 1  | Zhao Xintong   | 6 | 6 | 0 | 18 | 4  | +14 |
| 2  | Mark Selby     | 6 | 4 | 2 | 14 | 9  | +5  |
| 3  | Xiao Guodong   | 6 | 4 | 2 | 14 | 13 | +1  |
| 4  | Stuart Bingham | 6 | 3 | 3 | 14 | 13 | +1  |
| 5  | Lu Ning        | 6 | 2 | 4 | 12 | 14 | -2  |
| 6  | Joe Perry      | 6 | 1 | 5 | 9  | 17 | -8  |
| 7  | Ryan Day       | 6 | 1 | 5 | 6  | 17 | 11  |

Incontri
| Giocatore 1    | Risultato | Giocatore 2    |
| -------------- | --------- | -------------- |
| Mark Selby     | 0 - 3     | Zhao Xintong   |
| Stuart Bingham | 2 - 3     | Xiao Guodong   |
| Mark Selby     | 2 - 3     | Ryan Day       |
| Joe Perry      | 2 - 3     | Lu Ning        |
| Zhao Xintong   | 3 - 1     | Stuart Bingham |
| Ryan Day       | 0 - 3     | Lu Ning        |
| Mark Selby     | 3 - 2     | Stuart Bingham |
| Xiao Guodong   | 3 - 2     | Joe Perry      |
| Stuart Bingham | 3 - 0     | Ryan Day       |
| Zhao Xintong   | 3 - 2     | Xiao Guodong   |
| Ryan Day       | 2 - 3     | Joe Perry      |
| Mark Selby     | 3 - 1     | Lu Ning        |
| Xiao Guodong   | 3 - 2     | Lu Ning        |
| Zhao Xintong   | 3 - 0     | Joe Perry      |
| Xiao Guodong   | 3 - 1     | Ryan Day       |
| Stuart Bingham | 3 - 2     | Joe Perry      |
| Zhao Xintong   | 3 - 0     | Ryan Day       |
| Stuart Bingham | 3 - 2     | Lu Ning        |
| Mark Selby     | 3 - 0     | Joe Perry      |
| Zhao Xintong   | 3 - 1     | Lu Ning        |
| Mark Selby     | 3 - 0     | Xiao Guodong   |

Semifinali
| Giocatore 1  | Risultato | Giocatore 2    |
| ------------ | --------- | -------------- |
| Zhao Xintong | 3 - 1     | Stuart Bingham |
| Mark Selby   | 1 - 3     | Xiao Guodong   |

Finale
| Giocatore 1  | Risultato | Giocatore 2  |
| ------------ | --------- | ------------ |
| Zhao Xintong | 3 - 2     | Xiao Guodong |

### Gruppo 4
Date di gioco: 5-6 gennaio 2022.
| N° | Giocatore       | M | V | P | FV | FP | DF  |
| -- | --------------- | - | - | - | -- | -- | --- |
| 1  | Kyren Wilson    | 6 | 6 | 0 | 18 | 8  | +10 |
| 2  | Mark Selby      | 6 | 5 | 1 | 17 | 8  | +9  |
| 3  | Stuart Bingham  | 6 | 3 | 3 | 13 | 12 | +1  |
| 4  | Scott Donaldson | 6 | 3 | 3 | 11 | 12 | -1  |
| 5  | Lu Ning         | 6 | 2 | 4 | 11 | 16 | -5  |
| 6  | Judd Trump      | 6 | 2 | 4 | 10 | 13 | -3  |
| 7  | Xiao Guodong    | 6 | 0 | 6 | 7  | 18 | -11 |

Incontri
| Giocatore 1    | Risultato | Giocatore 2     |
| -------------- | --------- | --------------- |
| Judd Trump     | 0 - 3     | Scott Donaldson |
| Kyren Wilson   | 3 - 1     | Lu Ning         |
| Judd Trump     | 2 - 3     | Stuart Bingham  |
| Mark Selby     | 3 - 2     | Xiao Guodong    |
| Kyren Wilson   | 3 - 2     | Scott Donaldson |
| Stuart Bingham | 3 - 1     | Xiao Guodong    |
| Judd Trump     | 2 - 3     | Kyren Wilson    |
| Mark Selby     | 3 - 2     | Lu Ning         |
| Kyren Wilson   | 3 - 1     | Stuart Bingham  |
| Lu Ning        | 2 - 3     | Scott Donaldson |
| Mark Selby     | 3 - 1     | Stuart Bingham  |
| Judd Trump     | 3 - 1     | Xiao Guodong    |
| Xiao Guodong   | 2 - 3     | Lu Ning         |
| Mark Selby     | 3 - 0     | Scott Donaldson |
| Stuart Bingham | 2 - 3     | Lu Ning         |
| Mark Selby     | 2 - 3     | Kyren Wilson    |
| Stuart Bingham | 3 - 0     | Scott Donaldson |
| Kyren Wilson   | 3 - 0     | Xiao Guodong    |
| Mark Selby     | 3 - 0     | Judd Trump      |
| Xiao Guodong   | 1 - 3     | Scott Donaldson |
| Judd Trump     | 3 - 0     | Lu Ning         |

Semifinali
| Giocatore 1  | Risultato | Giocatore 2     |
| ------------ | --------- | --------------- |
| Kyren Wilson | 3 - 0     | Scott Donaldson |
| Mark Selby   | 2 - 3     | Stuart Bingham  |

Finale
| Giocatore 1  | Risultato | Giocatore 2    |
| ------------ | --------- | -------------- |
| Kyren Wilson | 2 - 3     | Stuart Bingham |

### Gruppo 5
Date di gioco: 7-8 gennaio 2022.
| N° | Giocatore       | M | V | P | FV | FP | DF |
| -- | --------------- | - | - | - | -- | -- | -- |
| 1  | Jordan Brown    | 6 | 5 | 1 | 16 | 9  | +7 |
| 2  | Scott Donaldson | 6 | 4 | 2 | 16 | 7  | +9 |
| 3  | Kyren Wilson    | 6 | 3 | 3 | 12 | 11 | +1 |
| 4  | Ali Carter      | 6 | 3 | 3 | 11 | 13 | 2  |
| 5  | Martin Gould    | 6 | 3 | 3 | 10 | 13 | -3 |
| 6  | David Gilbert   | 6 | 2 | 4 | 12 | 14 | -2 |
| 7  | Lu Ning         | 6 | 1 | 5 | 8  | 17 | -9 |

Incontri
| Giocatore 1   | Risultato | Giocatore 2     |
| ------------- | --------- | --------------- |
| Martin Gould  | 0 - 3     | Scott Donaldson |
| David Gilbert | 3 - 1     | Lu Ning         |
| Martin Gould  | 3 - 2     | Ali Carter      |
| Kyren Wilson  | 0 - 3     | Scott Donaldson |
| David Gilbert | 2 - 3     | Ali Carter      |
| Kyren Wilson  | 3 - 1     | Jordan Brown    |
| Martin Gould  | 3 - 1     | David Gilbert   |
| Jordan Brown  | 3 - 2     | Lu Ning         |
| David Gilbert | 1 - 3     | Scott Donaldson |
| Ali Carter    | 3 - 1     | Lu Ning         |
| Jordan Brown  | 3 - 2     | Scott Donaldson |
| Kyren Wilson  | 3 - 1     | Martin Gould    |
| Kyren Wilson  | 3 - 0     | Lu Ning         |
| Ali Carter    | 0 - 3     | Jordan Brown    |
| Lu Ning       | 3 - 2     | Scott Donaldson |
| David Gilbert | 2 - 3     | Jordan Brown    |
| Ali Carter    | 0 - 3     | Scott Donaldson |
| Kyren Wilson  | 2 - 3     | David Gilbert   |
| Martin Gould  | 0 - 3     | Jordan Brown    |
| Kyren Wilson  | 1 - 3     | Ali Carter      |
| Martin Gould  | 3 - 1     | Lu Ning         |

Semifinali
| Giocatore 1     | Risultato | Giocatore 2  |
| --------------- | --------- | ------------ |
| Jordan Brown    | 3 - 0     | Ali Carter   |
| Scott Donaldson | 3 - 2     | Kyren Wilson |

Finale
| Giocatore 1  | Risultato | Giocatore 2     |
| ------------ | --------- | --------------- |
| Jordan Brown | 2 - 3     | Scott Donaldson |

### Gruppo 6
Date di gioco: 17-18 gennaio 2022.
| N° | Giocatore    | M | V | P | FV | FP | DF  |
| -- | ------------ | - | - | - | -- | -- | --- |
| 1  | Yan Bingtao  | 6 | 5 | 1 | 17 | 5  | +12 |
| 2  | Martin Gould | 6 | 4 | 2 | 14 | 13 | +1  |
| 3  | Ding Junhui  | 6 | 4 | 2 | 13 | 13 | 0   |
| 4  | Kyren Wilson | 6 | 3 | 3 | 13 | 10 | +3  |
| 5  | Ali Carter   | 6 | 2 | 4 | 10 | 12 | -2  |
| 6  | Jordan Brown | 6 | 2 | 4 | 10 | 15 | -5  |
| 7  | Matthew Selt | 6 | 1 | 5 | 8  | 17 | -9  |

Incontri
| Giocatore 1  | Risultato | Giocatore 2  |
| ------------ | --------- | ------------ |
| Yan Bingtao  | 3 - 1     | Ali Carter   |
| Martin Gould | 3 - 2     | Matthew Selt |
| Yan Bingtao  | 3 - 1     | Ding Junhui  |
| Kyren Wilson | 2 - 3     | Jordan Brown |
| Matthew Selt | 2 - 3     | Ding Junhui  |
| Ali Carter   | 3 - 0     | Jordan Brown |
| Yan Bingtao  | 2 - 3     | Matthew Selt |
| Martin Gould | 3 - 2     | Kyren Wilson |
| Ali Carter   | 3 - 0     | Matthew Selt |
| Ding Junhui  | 3 - 2     | Martin Gould |
| Ali Carter   | 1 - 3     | Kyren Wilson |
| Yan Bingtao  | 3 - 0     | Jordan Brown |
| Martin Gould | 3 - 2     | Jordan Brown |
| Ding Junhui  | 0 - 3     | Kyren Wilson |
| Martin Gould | 3 - 1     | Ali Carter   |
| Kyren Wilson | 3 - 0     | Matthew Selt |
| Ding Junhui  | 3 - 1     | Ali Carter   |
| Matthew Selt | 1 - 3     | Jordan Brown |
| Yan Bingtao  | 3 - 0     | Kyren Wilson |
| Ding Junhui  | 3 - 2     | Jordan Brown |
| Yan Bingtao  | 3 - 0     | Martin Gould |

Semifinali
| Giocatore 1  | Risultato | Giocatore 2  |
| ------------ | --------- | ------------ |
| Yan Bingtao  | 3 - 0     | Kyren Wilson |
| Martin Gould | 3 - 2     | Ding Junhui  |

Finale
| Giocatore 1 | Risultato | Giocatore 2  |
| ----------- | --------- | ------------ |
| Yan Bingtao | 3 - 1     | Martin Gould |

### Gruppo 7
Date di gioco: 1°-2 febbraio 2022.
| N° | Giocatore         | M | V | P | FV | FP | DF |
| -- | ----------------- | - | - | - | -- | -- | -- |
| 1  | Kyren Wilson      | 6 | 4 | 2 | 15 | 7  | +8 |
| 2  | Ali Carter        | 5 | 4 | 1 | 13 | 6  | +7 |
| 3  | John Higgins      | 5 | 4 | 1 | 12 | 7  | +5 |
| 4  | Ding Junhui       | 6 | 3 | 3 | 13 | 13 | 0  |
| 5  | Ronnie O'Sullivan | 5 | 2 | 3 | 8  | 13 | -5 |
| 6  | Ricky Walden      | 6 | 1 | 5 | 9  | 17 | -8 |
| 7  | Martin Gould      | 5 | 1 | 4 | 7  | 14 | -7 |

Incontri
| Giocatore 1       | Risultato | Giocatore 2  |
| ----------------- | --------- | ------------ |
| Ronnie O'Sullivan | 0 - 3     | Kyren Wilson |
| Ricky Walden      | 0 - 3     | Ali Carter   |
| Ronnie O'Sullivan | 0 - 3     | John Higgins |
| Martin Gould      | 1 - 3     | Ding Junhui  |
| Ricky Walden      | 1 - 3     | John Higgins |
| Kyren Wilson      | 3 - 0     | Martin Gould |
| Ronnie O'Sullivan | 3 - 2     | Ricky Walden |
| Ali Carter        | 1 - 3     | Ding Junhui  |
| Ricky Walden      | 1 - 3     | Kyren Wilson |
| John Higgins      | 0 - 3     | Ali Carter   |
| Kyren Wilson      | 3 - 0     | Ding Junhui  |
| Ronnie O'Sullivan | 2 - 3     | Martin Gould |
| Martin Gould      | 1 - 3     | Ali Carter   |
| John Higgins      | 3 - 2     | Ding Junhui  |
| Kyren Wilson      | 2 - 3     | Ali Carter   |
| Ricky Walden      | 2 - 3     | Ding Junhui  |
| Kyren Wilson      | 1 - 3     | John Higgins |
| Ricky Walden      | 3 - 2     | Martin Gould |
| Ronnie O'Sullivan | 3 - 2     | Ding Junhui  |
| John Higgins      | 3 - 1     | Martin Gould |
| Ronnie O'Sullivan | 2 - 3     | Ali Carter   |

Semifinali
| Giocatore 1  | Risultato | Giocatore 2  |
| ------------ | --------- | ------------ |
| Ali Carter   | 2 - 3     | Ding Junhui  |
| John Higgins | 3 - 1     | Kyren Wilson |

Finale
| Giocatore 1 | Risultato | Giocatore 2  |
| ----------- | --------- | ------------ |
| Ding Junhui | 2 - 3     | John Higgins |

## Gruppo vincitori
Date di gioco: 3-4 febbraio 2022.
| N° | Giocatore       | M | V | P | FV | FP | DF  |
| -- | --------------- | - | - | - | -- | -- | --- |
| 1  | Stuart Bingham  | 6 | 5 | 1 | 15 | 9  | +6  |
| 2  | Yan Bingtao     | 6 | 4 | 2 | 16 | 6  | +10 |
| 3  | John Higgins    | 6 | 4 | 2 | 14 | 12 | +2  |
| 4  | Liang Wenbó     | 6 | 2 | 4 | 10 | 12 | -2  |
| 5  | Graeme Dott     | 6 | 2 | 4 | 10 | 15 | -5  |
| 6  | Zhao Xintong    | 6 | 2 | 4 | 10 | 15 | -5  |
| 7  | Scott Donaldson | 6 | 2 | 4 | 8  | 14 | -6  |

Incontri
| Giocatore 1    | Risultato | Giocatore 2     |
| -------------- | --------- | --------------- |
| John Higgins   | 3 - 2     | Graeme Dott     |
| Stuart Bingham | 3 - 2     | Yan Bingtao     |
| John Higgins   | 3 - 1     | Zhao Xintong    |
| Liang Wenbó    | 3 - 0     | Scott Donaldson |
| Zhao Xintong   | 0 - 3     | Stuart Bingham  |
| Graeme Dott    | 0 - 3     | Scott Donaldson |
| John Higgins   | 2 - 3     | Stuart Bingham  |
| Yan Bingtao    | 3 - 0     | Liang Wenbó     |
| Stuart Bingham | 3 - 2     | Graeme Dott     |
| Zhao Xintong   | 3 - 2     | Yan Bingtao     |
| Graeme Dott    | 3 - 2     | Liang Wenbó     |
| John Higgins   | 3 - 2     | Scott Donaldson |
| Yan Bingtao    | 3 - 0     | Scott Donaldson |
| Zhao Xintong   | 3 - 1     | Liang Wenbó     |
| Yan Bingtao    | 3 - 0     | Graeme Dott     |
| Stuart Bingham | 0 - 3     | Liang Wenbó     |
| Zhao Xintong   | 1 - 3     | Graeme Dott     |
| Stuart Bingham | 3 - 0     | Scott Donaldson |
| John Higgins   | 3 - 1     | Liang Wenbó     |
| Zhao Xintong   | 2 - 3     | Scott Donaldson |
| John Higgins   | 0 - 3     | Yan Bingtao     |

Semifinali
| Giocatore 1    | Risultato | Giocatore 2  |
| -------------- | --------- | ------------ |
| Stuart Bingham | 3 - 2     | Liang Wenbó  |
| Yan Bingtao    | 2 - 3     | John Higgins |

Finale
| Giocatore 1    | Risultato | Giocatore 2  |
| -------------- | --------- | ------------ |
| Stuart Bingham | 2 - 3     | John Higgins |

## Century breaks
Durante il corso del torneo sono stati realizzati 127 century breaks.
| N° | Giocatore         | Century breaks | Miglior break |
| -- | ----------------- | -------------- | ------------- |
| 1  | Kyren Wilson      | 12             | 140           |
| 2  | Stuart Bingham    | 11             | 141           |
| 3  | Ryan Day          | 8              | 142           |
| =  | Yan Bingtao       | 8              | 142           |
| =  | Xiao Guodong      | 8              | 140           |
| =  | Ding Junhui       | 8              | 138           |
| =  | John Higgins      | 8              | 134           |
| 4  | Jack Lisowski     | 6              | 140           |
| =  | Mark Selby        | 6              | 131           |
| 5  | Zhao Xintong      | 5              | 143           |
| =  | Lu Ning           | 5              | 138           |
| =  | Scott Donaldson   | 5              | 132           |
| 6  | Liang Wenbó       | 4              | 136           |
| =  | Gary Wilson       | 4              | 118           |
| =  | Jordan Brown      | 4              | 117           |
| =  | Graeme Dott       | 4              | 111           |
| 7  | Zhou Yuelong      | 3              | 136           |
| =  | Ricky Walden      | 3              | 132           |
| =  | Joe Perry         | 3              | 123           |
| =  | Martin Gould      | 3              | 122           |
| 8  | Ali Carter        | 2              | 141           |
| =  | Ronnie O'Sullivan | 2              | 116           |
| =  | Judd Trump        | 2              | 107           |
| 9  | David Gilbert     | 1              | 127           |
| =  | Tom Ford          | 1              | 123           |
| =  | Matthew Selt      | 1              | 110           |